# Jason Lezak
Jason Edward Lezak, nascut el 12 de novembre de 1975 a Irvine, Califòrnia, Estats Units, és un nedador nord-americà especialista en 50 i 100 m estil lliures. Lezak ostenta el rècord mundial en els 400 m estil lliures i relleus, així com el rècord esatunidenc dels 400 metres en piscina curta i relleus.
Membre del Club de Natació Rose Bowl Aquatics, és entrenat per Jeff Julian, amic de la infància. Anteriorment, nedava sota els colors d'Irvine Novaquatics, graduant-se a la Irvine High School l'any 1994 i estudiant a la Universitat de Califòrnia, Santa Bàrbara l'any 1999.
L'any 2004 competí en els Jocs Olímpics d'Atenes de 2004 com a membre de l'equip nord-americà de relleus dels 4x100 me estils, aconseguint l'or i batent el rècord mundial. A més, Lezak s'adjudicà la medalla de bronze en els relleus 4x100 m estil lliures i finalitzà vuitè en els 50 m estil lliure.
En els Jocs Olímpics de Pequín 2008, Lezak fou el nedador de més edat de l'equip masculí de natació dels Estats Units. S'endugué la medalla d'or, amb nova marca mundial, en els 4x100 m estil lliures. En els 25 metres finals de la prova, Lezak derrotà el francès Alain Bernard, titular del rècord mundial en els 100 m etil lliure, malgrat que Bernard duia un avantatge d'un cos a Lezak. L'estatunidenc guanyà amb una marca de 46"06 s, la millor marca dels 100 metres en la història de la natació olímpica. A més Lezak fou bronze a la final masculina dels 100 m estil lliure amb un registre de 47"67 s.